# Geri Allen
Geri Antoinette Allen (12. června 1957 – 27. června 2017) byla americká jazzová klavíristka a skladatelka.
Narodila se ve městě Pontiac v Michiganu a vyrůstala v Detroitu. Studovala na Howardově univerzitě ve Washingtonu, D.C. v nedávno vzniklém jazzovém programu pod vedením trumpetisty Donalda Byrda. Po dokončení školy odešla do New Yorku, kde hrála mj. se saxofonistou Stevem Colemanem. Své první vlastní album vydala v roce 1984 pod názvem The Printmakers; doprovázeli ji na něm kontrabasista Anthony Cox a bubeník Andrew Cyrille. V následujícím roce vydala sólové klavírní album Home Grown a později v různých uskupeních na dvě desítky dalších alb. Kromě toho hrála na deskách Ornetta Colemana, Charlieho Hadena, Charlese Lloyda, Paula Motiana, Meshell Ndegeocello, Reggieho Workmana a dalších. Rovněž se věnovala pedagogické činnosti.
V roce 2008 získala Guggenheimovo stipendium. Jejím manželem byl trumpetista Wallace Roney. Zemřela na rakovinu v nemocnici ve Filadelfii ve věku 60 let.